# Ofensiva de Hawija (2017)
La ofensiva de Hawija tuvo el lugar durante la segunda guerra civil iraquí. Comienza el 21 de septiembre de 2017 con una ofensiva de las fuerzas iraquíes y aliadas para recuperar la ciudad y la región de Hawija, ocupada por el Estado Islámico desde junio de 2014. La ciudad de Hawija se reanudará el 5 de octubre. La operación finaliza el 11 de octubre con la recuperación de las últimas aldeas de los yihadistas en la región.

## Antecedentes
Hawija, ubicada a 50 kilómetros (31 millas) al oeste de la ciudad de Kirkuk, había sido un bastión de los insurgentes árabes sunitas desde la invasión de Irak liderada por Estados Unidos en 2003. En 2013, el primer ministro iraquí, Nuri al Maliki, ordenó a sus fuerzas abrir fuego contra manifestantes pacíficos en Hawija. A cambio, los sunitas se convencieron de utilizar la violencia para contrarrestar las políticas sectarias de Maliki y, al mismo tiempo, brindar un apoyo sustancial al Estado Islámico de Irak y al Levante. El grupo capturó la ciudad en junio de 2014 cuando tomó el control de la mayor parte del norte y oeste de Irak. Se aisló del resto del territorio del grupo en julio de 2016 durante la ofensiva de Mosul y fue su último bastión en Irak. La ofensiva se había retrasado repetidamente debido a varios problemas sectarios, así como a desacuerdos sobre la participación de la milicia Peshmerga y las Fuerzas de Movilización Popular..

## Estallido y fin de la ofensiva
La ofensiva comenzó el 20 de septiembre, desde el noroeste de Hawija, cuando las fuerzas iraquíes recapturaron cuatro aldeas al noreste de Al-Shirqat (que fue capturada un año antes durante la ofensiva de Mosul en 2016). Al día siguiente, las fuerzas iraquíes lograron liberar al menos 11 aldeas en el bolsillo de Hawija, matando e hiriendo a varios terroristas en el proceso. El objetivo de las fuerzas iraquíes es penetrar en la ciudad de Hawija con varias alas laterales, ya que quieren asegurar estas áreas importantes en la gobernación de Kirkuk. El 22 de septiembre, las fuerzas iraquíes liberaron aproximadamente 140 kilómetros cuadrados de territorio al norte del distrito de Hawija de la gobernación de Kirkuk. Dirigidas por Hashd Al-Sha'abi (Fuerzas de Movilización Popular), las fuerzas iraquíes han liberado al menos 15 aldeas en el distrito de Al-Shirqat, ubicado al noroeste del país.El 24 de septiembre, las fuerzas iraquíes declararon que habían terminado la Fase 1 de la ofensiva, habiendo liberado todas las áreas al norte del río Al-Zab, junto con algunas otras áreas al oeste del río Tigris y en las montañas del norte de Makhoul. También declararon que mataron a 200 militantes del EIIL durante la operación.El 29 de septiembre, las fuerzas iraquíes lanzaron la segunda fase de la ofensiva, capturando cuatro aldeas y entrando en la ciudad de al-Abbassi. Las fuerzas iraquíes informaron que mataron a otros 200 militantes del EIIL el primer día de la Fase 2 de la ofensiva.
El 4 de octubre, las tropas iraquíes entraron en la ciudad de Hawija; con la guarnición local del EIIL mostrando relativamente poca resistencia, las fuerzas gubernamentales rápidamente dimensionaron varios vecindarios. Al día siguiente, las fuerzas iraquíes tomaron el control del centro de la ciudad y liberaron a toda la ciudad. El 6 de octubre, el ala de medios de la PMU declaró que el ejército iraquí y las Unidades de Movilización Popular capturaron las últimas 20 aldeas en el área de Hawija mientras se vinculaban con el Pershmerga. Para el 7 de octubre, solo unos pocos puntos al norte de Hilwa permanecían bajo el control del EIIL. El 8 de octubre, el ejército iraquí eliminó los puntos restantes mantenidos por el EIIL, y con la victoria en Hawija, la célula de medios de guerra del Ministerio de Defensa iraquí publicó un mapa actualizado del país, mostrando las áreas restantes de Irak bajo el control del EIIL ahora limitadas a la provincia occidental de Anbar y la provincia suroeste de Nínive.
Esta ofensiva vio la primera vez que un gran número de combatientes del EIIL se habían rendido en masa, en lugar de luchar a muerte. También se señaló que en el "bolsillo de Hawija", los combatientes del EIIL ofrecían poca o ninguna resistencia, excepto la instalación de bombas y trampas explosivas.